# Котов, Пётр Алексеевич
Пётр Алексеевич Котов (род. 12 июля 1955, Колпино, Ленинград, СССР) — советский и российский журналист, писатель.
Закончил Ленинградский институт культуры по специальности режиссёр театрализованных массовых зрелищ, но практически вся дальнейшая трудовая деятельность была связана с прессой.  
В молодости сотрудничал с ленинградскими газетами «Ижорец», «За технический прогресс», «Скороходовский рабочий», «Ленинградская правда», «Смена», «Ленинградский рабочий», «Гудок» и др. Работал специальным корреспондентом газеты «Октябрьская магистраль», собственным корреспондентом по Северо-Западу СССР газеты ЦК КПСС «Строительная газета». В 1988 году вступил в Союз журналистов СССР.
Много лет трудился в газете «Вечерний Ленинград» («Вечерний Петербург») заведующим отделом, заместителем генерального директора, главным редактором воскресного приложения «Фонтанка». Стал автором первого интервью и первой опубликованной фотографии будущего президента России Владимира Путина, которые вышли в «Вечернем Ленинграде» 5 августа 1991 г.
Летом 1996 года, после проигрыша Анатолия Собчака на выборах губернатора Санкт-Петербурга, Петру Котову было «предложено уволиться по собственному желанию», так как газета занимала активную позицию на стороне Собчака.
После увольнения из «ВП» работал в различных СМИ Петербурга и России. В 1998 году возобновил выпуск «Вечерней газеты» (выходила в Санкт-Петербурге с 1866 по 1881 г.г.), которую выпускал до марта 2003 года. В эти же годы принимал участие в выборных кампаниях. Работал помощником депутата Государственной Думы РФ Б. В. Грызлова.
В 2003-2004 годах возглавлял государственную телерадиокомпанию «Псков».
В 2004 году был назначен главным редактором «Парламентской газеты».
В 2006 году под редакцией главного редактора «ПГ» к 100-летию Первой Государственной Думы был выпущен сборник очерков «Думы Таврического дворца», в котором был опубликован ряд статей главного редактора.
Работал в компании «Роснефть» директором департамента информации и рекламы.
Пётр Котов — автор исторического романа «Мимо острова Буяна» (вышел под псевдонимом Пётр Могунов). В художественном произведении, на основе исторических фактов, рассказывается об освобождении датского острова Борнхольм Красной армией в мае 1945 года и дальнейшем нахождении советских войск на острове. Роман переведён на датский язык известным писателем и историком профессором Бентом Енсеном совместно с супругой. Издан в Дании издательством Hovedland в 2014 году под названием «Остров и страна». В том же году по мотивам романа был написан сценарий «Последний паром на Копенгаген»,который был включён в вышедший в 2018 году сборник очерков и рассказов под названием «Приобретённый рефлекс».
В 2015 году в Латвии в издательстве «Jumava» вышел роман  «Борнхольмский треугольник» (на латышском языке).
Член Союза писателей и Союза журналистов Санкт-Петербурга.
Награждён Почётной грамотой Государственной Думы РФ.
Женат, имеет взрослых сына и дочь. Живёт и работает в Санкт-Петербурге.
На выборах в Государственную Думу 2021 года выдвигался 5 номером региональной группы Калининград- Псков-Санкт-Петербург от партии «Зеленых», но снялся с выборов в знак протеста против кандидата-двойника Вишневского